# Voldo
Voldo (ヴォルド?, Vorudo) è un personaggio immaginario del videogioco Soul Blade e nella serie di videogiochi picchiaduro Soulcalibur, seguito di Soul Blade.

## Creazione e sviluppo
Per realizzare le movenze particolari di Voldo venne ingaggiato l'artista Naotake Hirata. Essi furono realizzati tutti a mano, invece di usare il motion capture. In seguito, però, si è riusciti ad assumere Keiji Kojima, attore particolarmente abile e flessibile nei movimenti, capace di imitare le acrobazie di Voldo, rendendo dunque il lavoro molto più semplice ed efficiente. Lo stesso Kojima ha dichiarato in un'intervista: "Mi sono impietrito al pensare che un umano, sebbene dopo molti presunti anni d'allenamento, potesse muoversi in quel modo. Mi ha lasciato un qualcosa dentro di me. Difficilmente potrei dirvi quali delle animazioni sono state ritoccate dagli artisti e quali no."

## Caratteristiche
Voldo è il guardiano di un'isola situata approssimativamente sul versante mediterraneo della Sicilia appartenuta al suo defunto padrone, il mercenario Vercci detto "Il Mercante di Morte", nella quale è custodita un'immensa fortuna. Tra queste avrebbe dovuto annoverarsi la spada malefica Soul Edge, cercata per anni dal Mercante di Morte, che tuttavia spirò senza trovarne mai traccia. Essendo Voldo da sempre morbosamente legato al suo padrone, si prefigge l'obiettivo di trovare la spada e realizzare così il sogno di Vercci.
Gli anni passati in completa solitudine hanno reso Voldo incapace di parlare e vedere, nonché completamente folle. Manifesta una palese schizofrenia in quanto è convinto che il padrone sia ancora vivo, che interagisca con lui e gli impartisca degli ordini, come per l'appunto quello di trovare la Soul Edge a tutti i costi.
Voldo combatte avvalendosi di uno stile di lotta molto simile a una danza convulsa e al contempo sinuosa, armato di una coppia di lame Katar.
Sebbene abbia cinquanta anni, Voldo è un uomo dal fisico ginnico, incredibilmente agile e snodato, alto 185 cm e dal peso di 84 kg. Ha una carnagione grigiastra, è completamente calvo e il colore dei suoi occhi è ignoto, essendo questi costantemente bendati.

## Storia
Voldo nasce a Palermo il 25 agosto del 1541. Della sua vita si conosce molto poco: aveva quattro fratelli morti tutti in guerra e prende servizio presso Vercci in giovane età. Conquista la fiducia del Mercante di Morte con le sue abilità e diviene il suo braccio destro durante il conflitto dell'Armada Spagnola. Vercci era da sempre ossessionato dalla Soul Edge, una spada malefica che voleva aggiungere alla sua collezione di armi. A tal proposito, Voldo viene incaricato di ingaggiare il temibile pirata spagnolo Cervantes de Leon in tale ricerca, che nel frattempo avrebbe condotto insieme al suo padrone.
Con l'inizio delle varie guerre nel territorio italiano le razzie e gli sciacallaggi aumentano considerevolmente e tra i bersagli della pirateria circostante rientrano soprattutto le fortune di Vercci. Per tutelare i suoi averi, il Mercante di Morte si sposta insieme alla sua flotta su di un'isola disabitata della costa siciliana dove ordina la costruzione di un caveau profondo oltre cinquanta metri, la "Fossa del Denaro", nel quale deposita tutti i suoi averi e fa costruire la sua tomba. Ultimati i lavori, Voldo trucida l'intera flotta su ordine di Vercci, per impedire che venisse divulgata l'ubicazione dell'isola.
Sempre seguendo il volere di Vercci, Voldo si rinchiude nel caveau per farvi la guardia anche dopo la morte di questi e con il passare del tempo impazzisce completamente diventando muto, cieco e affetto da allucinazioni audio-visive. Il guardiano crede che il suo padrone sia ancora vivo e che gli abbia affidato il compito di recuperare la Soul Edge e di mietere anime per nutrirla.

### Soulcalibur
Voldo si mette alla ricerca della Soul Edge che in passato non riuscì ad ottenere, tornando poi nella sua dimora, scoprendola allagata.
Riuscendo a salvare la maggior parte dei tesori del suo defunto maestro, tre anni dopo essere rimasto lì a vegliare sui tesori, insegue Ivy Valentine, perché riesce a sentirne l'essenza della Soul Edge sulla pelle.

### Soulcalibur II
Voldo torna alla sua dimora dopo aver rubato la katana di Yoshimitsu, scambiandola per la Soul Edge data la sua influenza maligna, scoprendo invece, anni dopo, che la Soul Edge è ancora fuori, data l'intromissione di un intruso con frammenti della Soul Edge in corpo.
Voldo continua il suo viaggio nel mondo, collezionando più frammenti della Soul Edge possibili, per poi ottenere la Soul Edge stessa.

### Soulcalibur III
Durante uno dei suoi controlli alla dimora dei tesori, scova una tomba in cui dentro vi era una spada, da lui scambiata per la Soul Edge.
Usufruendo dell'essenza maligna di questa spada, la usa come esca per i ladri che, minacciati da Voldo, sono obbligati a comunicargli più informazioni possibili sulla spada.
Rendendosi conto di essere vicino alla morte, decide di mettersi alla ricerca di un successore per la difesa della dimora dei tesori del maestro.

### Soulcalibur IV
Voldo scopre che la Soul Edge si trova a Ostrheinsburg, nelle mani del Cavalier Azzurro Nightmare, sul trono del castello. Una volta ottenuta la Soul Edge, Voldo sente una voce a lui familiare che gli ordina di proteggerla.
La voce non era del maestro Vercci, ma della Soul Edge, che cercava di corrompere Voldo appropriandosi delle sembianze e della voce del fantasma del suo maestro. Voldo, però, non si lascia sopraffare, essendo fedele all'unico suo vero, deceduto, maestro Vercci.

## Armi
Voldo impugna una coppia di katar, chiamati "Manas e Ayus", ovvero armi consistenti in tre lame immanicate su due stanghe collegate orizzontalmente dall'impugnatura.

### Varianti
Nella serie si sono succedute numerose varianti, spesso bizzarre, dei "katar" di Voldo:
- "Cat Claws": letteralmente "artigli di gatto", sono guanti con artigli.
- "Tofana Scissors": grosse forbici.
- "Iron Ram": trivelle.
- "Guillotine": lame semicircolari con massicce impugnature in legno.